# Colac Herald
Colac Herald é um jornal que circula por Colac, Victoria, Austrália e arredores. Foi publicado pela primeira vez no dia 21 de dezembro de 1868.

## História
O Colac Observer foi impresso pela primeira vez em 1866; continuou a ser impresso em 1868 e adquiriu o Observer em 1874.